# Radisne
Radisne (ukr. Радісне, ros. Радостное) – osiedle typu miejskiego w rejonie berezowskim obwodu odeskiego Ukrainy.